# ジュディーを探して
『ジュディーを探して』（原題:The Clapper）は2017年に公開されたアメリカ合衆国のコメディ映画である。監督はディート・モンティエル、主演はエド・ヘルムズが務めた。本作はモンティエルが2007年に上梓した小説『Eddie Krumble Is the Clapper』を原作としている。本作は日本国内で劇場公開されなかったが、Netflixによる配信が行われている。なお、本作はアラン・シックの遺作となった。

## ストーリー
通販番組のサクラとして生計を立てていたエディ・クランブルは近所のガソリンスタンドで働いているジュディに一目惚れしており、彼女に逢うために数ドルずつこまめに給油することが習慣になっていたのだが、毎度その想いを告げる勇気がなかった。その頃、深夜番組の司会を務めるスティラーマンは自身の番組で、エディが複数の通販番組に帽子や付け髭で変装しながら大袈裟なリアクションで出演していることを面白可笑しく紹介。エディを「クラッパー（拍手男）」と名付け、彼の情報を求めて出演してもらえるよう画策する。その結果、エディは街中で声を掛けられるようになり、望む平穏な生活が送れない状況になってしまった。それでもジュディとのデートに漕ぎ着く事が出来、その仲を深めつつあったのだが、番組のクルーがエディの彼女の勤務先としてジュディが勤めるガソリンスタンドにまでカメラで押し寄せ、騒ぎになったことでジュディは解雇され行方が分からなくなってしまう。
しつこい番組出演のオファーを断っていたエディだったが、行方知らずになったジュディを探して謝罪するチャンスだと考え、ついに番組に出演することに。ジュディへの思いを語るエディの姿は視聴者の心を掴み、番組を挙げてジュディの捜索が行われることになった。それからしばらくして、ジュディは以前に解雇されたガソリンスタンドからエディが番組に出演しているのを偶然テレビで目にして驚く。次のエディが出演する番組にジュディから電話がかかってきたが、放送中であることがうまく伝わっていない上に、番組のせいで解雇されたことの怒りも相まって、もうつきまとわないでと彼を拒絶してしまう。ストーカー案件として訴訟沙汰になることを恐れた番組側はジュディの捜索企画を一旦打ち切ることにした。
半年後、番組側は事態が収束したと判断し、再度エディを出演させることにした。あるきっかけからエディは今までの思いの丈を吐露し、再びサクラとしての仕事に戻ることにした。その翌日、予期せぬ奇跡が起きた。

## キャスト
※括弧内は日本語吹替。
- エド・ヘルムズ - エディ・クランブル (中村だいぞう)
- アマンダ・サイフリッド - ジュディ (沖野凪)
- トレイシー・モーガン - クリス (猪俣三四朗)
- ブレンダ・ヴァッカロ - アイダ・クランブル (月野木歩美)
- リア・レミニ - ルイーズ (工藤史子)
- アダム・レヴィーン - ラルフ・ランター
- ラッセル・ピーターズ - スティラーマン
- ジェームズ・ランソン - ダース・ガイ
- アラン・シック - 本人
- ロジャー・グーンヴァー・スミス - ロジャー・B・ヘイ医師
- マーク・キューバン - 本人
- トッド・ギーベンハイン - タンバキス (丸沢丸)
- ニコ・サントス - バフェット・パーソン
- P・J・バーン - ミスター・コールドウェル
- ビリー・ブランクス - 本人
- ロバート・アクセルロッド - スパイダー・パーソン
- ウェンディ・ブラウン - ウェンディ
- ロブ・グロンコウスキー - 本人
- サラ・サンパイオ - 本人

## 製作
2016年2月、ディート・モンティエル監督の新作映画にエド・ヘルムズとアマンダ・サイフリッドが出演することになったと報じられた。4月、トレイシー・モーガンの出演が決まった。5月、ラッセル・ピーターズが本作に出演することになったとの報道があった。6月、アダム・レヴィーン、リア・レミニ、P・J・バーン、ブレンダ・ヴァッカロ、マーク・キューバン、サラ・サンパイオ、ロブ・グロンコウスキーらがキャスト入りした。7月、ウェンディ・ブラウンが起用されたと報じられた。

## 公開
2017年4月23日、本作はトライベッカ映画祭でプレミア上映された。9月14日、モメンタム・ピクチャーズとNetflixが本作の配給権及び配信権を獲得したと報じられた。12月13日、本作の予告編が公開された。2018年5月1日、Netflixは本作の全世界配信を開始した。

## 評価
本作に対する批評家の評価は芳しいものではない。映画批評集積サイトのRotten Tomatoesには20件のレビューがあり、批評家支持率は30%、平均点は10点満点で4.4点となっている。サイト側による批評家の見解の要約は「『ジュディーを探して』は才能豊かなキャスト陣の尽力によって支えられているが、それを以てしてもなお、鑑賞に値するロマコメ映画にはならなかった。」となっている。また、Metacriticには11件のレビューがあり、加重平均値は21/100となっている。